# Арчони, Джулия
Джулия Арчони (итал. Giulia Arcioni; род. 21 марта 1986, Рим) — итальянская легкоатлетка, специалистка по бегу на короткие дистанции. Выступала на профессиональном уровне в 2002—2019 годах, чемпионка Всемирной Универсиады, обладательница серебряной медали Средиземноморских игр, чемпионка Италии в беге на 200 метров и эстафете 4 × 100 метров, участница летних Олимпийских игр в Пекине.

## Биография
Джулия Арчони родилась 21 марта 1986 года в Риме.
Впервые заявила о себе в сезоне 2002 года, успешно выступив на нескольких стартах национального уровня в спринтерских дисциплинах.
В 2003 году вошла в состав итальянской сборной, в беге на 200 метров стала восьмой на юношеском мировом первенстве в Шербруке и седьмой на юниорском европейском первенстве в Тампере.
В 2004 году бежала 200 метров и эстафету 4 × 100 метров на домашнем юниорском мировом первенстве в Гроссето.
В 2005 году в тех же дисциплинах стартовала на юниорском европейском первенстве в Каунасе, выиграла серебряную медаль на клубном чемпионате Европы среди юниоров в Тулзе.
В 2006 году в беге на 60 и 200 метров стала чемпионкой Италии среди молодёжи.
В 2007 году заняла четвёртое место в эстафете 4 × 100 метров на молодёжном европейском первенстве в Дебрецене. Будучи студенткой, представляла Италию на Всемирной Универсиаде в Бангкоке, где в дисциплине 200 метров дошла до стадии полуфиналов.
В 2008 году в беге на 200 метров одержала победу на чемпионате Италии в Риети, тогда как на Кубке Европы в Анси с национальным рекордом Италии 43,04 стала третьей в эстафете 4 × 100 метров. Благодаря череде удачных выступлений удостоилась права защищать честь страны на летних Олимпийских играх в Пекине — в программе эстафеты 4 × 100 метров на предварительном квалификационном этапе их команду дисквалифицировали.
После пекинской Олимпиады Арчони осталась действующей спортсменкой и продолжила принимать участие в крупнейших международных стартах. Так, в 2009 году она вновь стала чемпионкой Италии в беге на 200 метров, в эстафете 4 × 100 метров получила серебро на Средиземноморских играх в Пескаре и завоевала золото на Всемирной Универсиаде в Белграде.
В 2010 году бежала 200 метров и эстафету 4 × 100 метров на командном чемпионате Европы в Бергене, на чемпионате Европы в Барселоне.
В 2011 году отметилась выступлением на чемпионате Европы в помещении в Париже и на командном чемпионате Европы в Стокгольме.
В 2010-х годах ещё неоднократно выигрывала чемпионат Италии в эстафете 4 × 100 метров. Завершила спортивную карьеру по окончании сезона 2019 года.